# Skillinge
Skillinge est une localité située dans la commune de Simrishamn, dans le Comté de Scanie, en Suède.
Il y a 859 habitants en 2010, et 974 en 2017. Skillinge est particulièrement connu dans le comté pour son théâtre.